# کاوازاکی پی-۱
کاوازاکی پی-۱ (به انگلیسی: Kawasaki P-1) یک هواپیمای ساختِ کارخانهٔ صنایع سنگین کاوازاکی است. این هواپیما برای نخستین بار در ۲۸ سپتامبر ۲۰۰۷ میلادی مورد استفاده قرار گرفت.